# Фурнье, Поль Виктор
Поль Викто́р Фурнье́ (фр. Paul Victor Fournier; 1877—1964) — французский ботаник.

## Биография
Родился в городке Дамремон в департаменте Верхняя Марна 29 декабря 1877 года. Учился в Лангре, затем — в Дижоне. Преподавал в Малой семинарии в Лангре, Колледже Святого Иосифа в Пуатье, Колледже маристов в Лионе.
Во время Первой мировой войны Фурнье служил военным санитаром, после демобилизации в 1918 году являлся профессором колледжа в Сен-Дизье. В 1928 году Фурнье был назначен профессором Колледжа Станислава в Париже. В 1930 году оставил преподавательскую деятельность, решив посвятить себя изучению ботаники, с 1937 года жил в городке Пуансон-ле-Грансе.
В 1932 году защитил докторскую диссертацию в Сорбонне. С 1936 года Фурнье являлся вице-президентом Ботанического общества Франции. С 1960 года Фурнье — член-корреспондент Французской академии наук.
Скончался 20 мая 1964 года.

## Некоторые научные работы
- Fournier, P. V. Le livre des plantes médicinales et vénéneuses de France. — Paris, 1947—1948. — 3 vols.
- Fournier, P. V. Flore illustrée des jardins et des parcs. — Paris, 1951—1952. — 3 vols.